# Erythrodiplax longitudinalis
Erythrodiplax longitudinalis är en trollsländeart som först beskrevs av Friedrich Ris 1919.  Erythrodiplax longitudinalis ingår i släktet Erythrodiplax och familjen segeltrollsländor. Inga underarter finns listade i Catalogue of Life.

## Bildgalleri